# Kyuutai
Kyuutai (球体) é o nono álbum de estúdio da banda japonesa de rock MUCC, lançado em 4 de março de 2009. Os dois singles do álbum, "Ageha" e "Sora to Ito" foram produzidos por Ken do L'Arc~en~Ciel.

## Recepção
| Críticas profissionais | Críticas profissionais |
| Avaliações da crítica  | Avaliações da crítica  |
| Fonte                  | Avaliação              |
| ---------------------- | ---------------------- |
| Neo Magazine           | [ 5 ]                  |

Alcançou a décima segunda posição nas paradas da Oricon Albums Chart.

## Faixas
| N.º            | Título                               | Letras         | Música         | Duração |  |
| 1.             | "Kyuutai" (球体)                     |                |                | 1:49    |  |
| 2.             | "Houkou" (咆哮)                      | Miya           | Miya           | 3:40    |  |
| 3.             | "Ageha" (アゲハ)                     | Tatsurou, Miya | Tatsurou, Miya | 3:58    |  |
| 4.             | "Hide and Seek" (ハイドアンドシーク) | Tatsurou       | Miya           | 3:30    |  |
| 5.             | "Kagerou" (陽炎)                     | Tatsurou       | Satochi        | 5:00    |  |
| 6.             | "Lemming" (レミング)                 | Miya           | Satochi        | 4:39    |  |
| 7.             | "Oz" (オズ)                          | Miya           | Miya           | 3:36    |  |
| 8.             | "Fuyuu" (浮游)                       | Tatsurou       | Yukke          | 4:05    |  |
| 9.             | "Sanbika" (讃美歌)                   | Miya           | Miya           | 7:33    |  |
| 10.            | "Sora to Ito" (空と糸)               | Tatsurou       | Miya           | 4:12    |  |
| 11.            | "Hanabi"                             | Tatsurou       | Miya           | 6:11    |  |
| Duração total: | Duração total:                       | Duração total: | Duração total: | 48:18   |  |

## Ficha técnica
Mucc
- Tatsurō (逹瑯) - vocal
- Miya (ミヤ) - guitarra
- Yukke - baixo, composição
- SATOchi (SATOち) - bateria

Produção
- Ken - produção das faixas 2 e 10